# 김선빈 (양궁 감독)

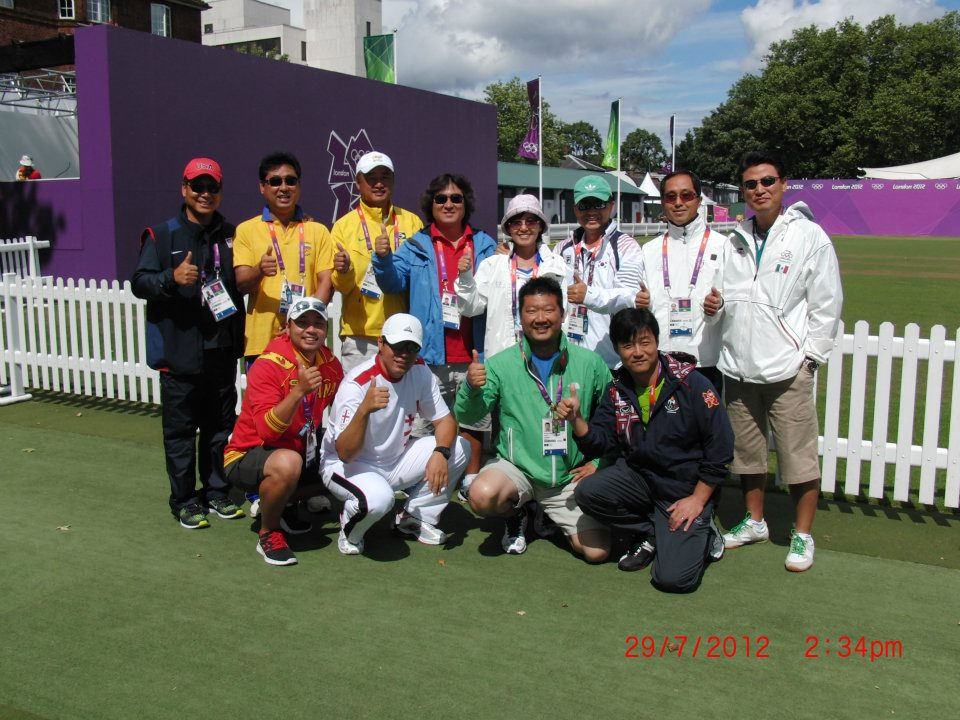
2012 런던 올림픽 코치들

김선빈은 양궁 감독으로, 전직 양궁 선수이자, 태국 국가대표팀의 코치였고 현재는 베트남 국가대표 팀의 감독이다.